# Dayana Mendoza
Dayana Sabrina Mendoza Moncada (Caracas; 1 de junio de 1986) es una modelo, actriz, presentadora, empresaria, productora y directora de cine venezolana. Además es exreina de belleza, ganadora de los títulos de Miss Venezuela 2007 y Miss Universo 2008, asimismo es poseedora de un Récord Guiness tras la victoria en 2009 de la también venezolana, Stefanía Fernández siendo esta la primera y única vez que un país ha ganado consecutivamente la competencia del Miss Universo.
En 2012, participó en el famoso reality show, The Celebrity Apprentice, del magnate Donald Trump (expresidente de los Estados Unidos).
En 2018, incursionó como productora y directora de películas.

## Vida personal
Nació en la ciudad de Caracas, Venezuela, creció en La Urbina en la capital venezolana. Es hija de Willy José Mendoza y María Auxiliadora Moncada, originarios de Táchira y Aragua.
Una vez, fue secuestrada en Venezuela; cuando era adolescente y declaró que el trauma que experimentó, le enseñó a permanecer serena bajo presión.
Habla fluidamente español, inglés e italiano, este último aprendiéndolo después de desempeñarse como modelo y animadora en ese país durante algunos años.
En 2012, negó los rumores de que tuviera un romance con el magnate Donald Trump.
Contrajo matrimonio el día 6 de diciembre de 2013, con el empresario; Michael Pagano, la boda fue celebrada en República Dominicana, específicamente en los Altos de Chavón; la celebración duró tres días. La ex Miss Universo lució un hermoso traje diseñado por el venezolano: Ángel Sánchez.
Posteriormente, el 7 de junio de 2015, Mendoza anunció a través de su cuenta personal de Instagram que estaba en la dulce espera de su primera hija.
El 5 de octubre de 2015; dio a luz a su primógenita Eva Pagano Mendoza en Nueva York, la noticia la dio a conocer en su cuenta de Instagram, donde adjuntó a la foto lo siguiente: "¡Bienvenida mi princesa amada! ¡Te amamos demasiado, te amaremos más cada día y te protegeremos por siempre!" En septiembre de 2016, Mendoza hace oficial su separación de Michael Pagano, al declarar en una entrevista que la separación se llevó a cabo en buenos términos.
En agosto de 2020, se bautizó bajo la religión Cristiana Evangélica.
El 28 de enero de 2025, anunció su compromiso matrimonial con el pastor evangelista colombiano, Carlos Uribe. Se casaron en marzo de ese año. 

## Carrera de modelo
En 2001 Dayana firmó con la agencia de modelos, Elite Model y desfiló en España, Italia, Francia, Estados Unidos, Inglaterra, Grecia y Alemania para Versace, Roberto Cavalli, Carolina Herrera y otros diseñadores importantes durante esta etapa de su vida.
Después de Elite, firmó con Trump Model Management desde 2009.
En marzo de 2015, aparece en un comercial para una bebida, junto a la Miss Universo 2012; Olivia Culpo de Estados Unidos y la Miss Universo 2014; Paulina Vega de Colombia, la filmación se llevó a cabo en la isla de Bali, en Indonesia.

### Miss Venezuela

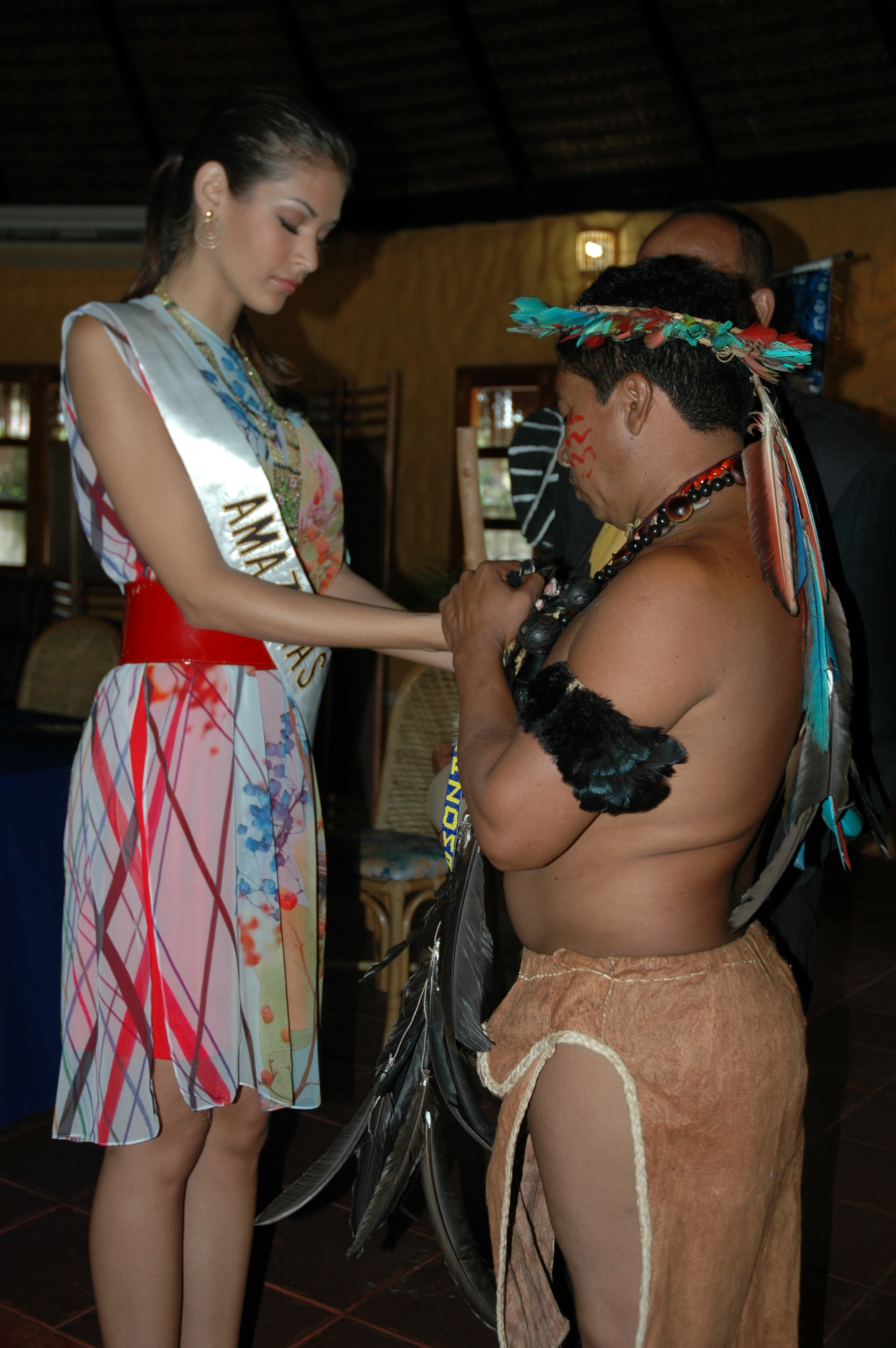
Dayana como Miss Amazonas, cuando aspiraba al título de Miss Venezuela.

Fue la representante del Estado Amazonas en el concurso Miss Venezuela 2007 en el año 2007, donde obtuvo las banda de Miss Integral y fue coronada el 13 de septiembre de 2007 como la quincuagésimaquinta (55.ª) Miss Venezuela, siendo, por tanto, la segunda Miss Venezuela que gana representando al Estado Amazonas.

### Miss Universo

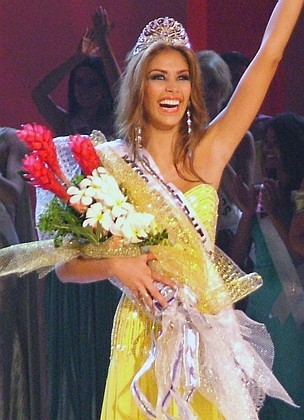
Dayana coronada Miss Universo.

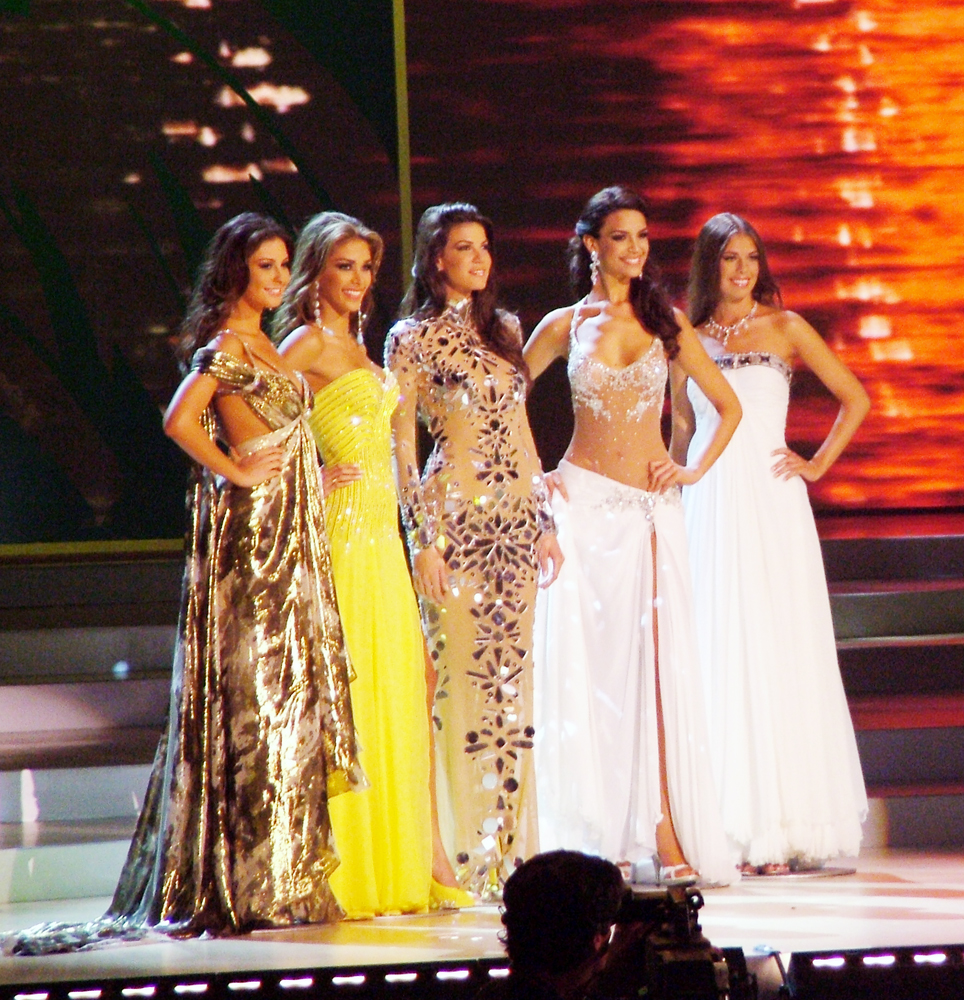
Dayana junto al resto de las finalistas de Miss Universo 2008

El 14 de julio de 2008, Dayana obtuvo el título Miss Universo 2008, durante el certamen que se realizó en Nha Trang, Vietnam. Con este triunfo, Venezuela iguala en el segundo puesto a Puerto Rico en el número de coronas obtenidas como país en el Miss Universo. En el certamen Miss Universo 2008 explicó que sus gustos eran el diseño, fotografía, publicidad y surf. En la etapa de preguntas a las concursantes ella respondió que la diferencia entre hombres y mujeres era que "'los hombres piensan que la manera más rápida de ir a un punto es ir derecho, mientras que las mujeres saben que la manera más rápida de ir a un punto es siguiendo las curvas.
Finalmente fue coronada con una tiara exclusiva de ese año valorada en 120.000 dólares, tras una final con claro acento latinoamericano: los puestos segundo y tercero correspondieron a Miss Colombia, Taliana Vargas, y a Miss República Dominicana, Marianne Cruz;. Además de obtener variados premios en efectivo y en género, Mendoza pasó su reinado recorriendo el mundo para dar conferencias sobre cuestiones humanitarias para recoger fondos para promover la educación para luchar contra la enfermedad del sida-VIH.
Como embajadora de la belleza universal, Mendoza tuvo la oportunidad, además de realizar numerosos viajes y atender diversos compromisos alrededor de los Estados Unidos, de visitar a los Guardacostas de los Estados Unidos (USCG), en Ciudad Ho Chi Minh, Vietnam, y luego viajar a Indonesia, donde hizo apariciones en la televisión local, estando presente en el "Puteri Indonesia 2008" certamen donde se le elige la candidata de dicho país al Miss Universo; además de visitar Yakarta, también estuvo en los templos de Borobudur y la isla de Bali. Seguidamente viajó a su país Venezuela, donde fue recibida por una multitud de 13,000 personas en el Poliedro de Caracas, en medio de festejos que se prolongan durante una semana. Después Mendoza visita Singapur, para asistir al Gran Premio de Singapur de la Fórmula 1 y también Puerto Rico donde participa como jurado en la elección de Miss Puerto Rico y visita el Hospital de Niños de San Jorge, en San Juan.

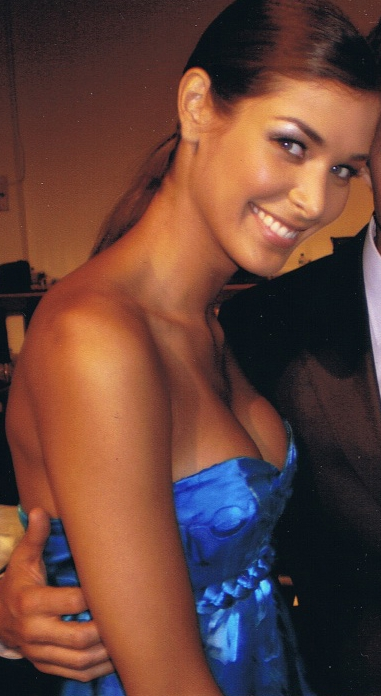
Dayana Mendoza en el New York Fashion Week en 2009.

En noviembre regresa a Venezuela para participar de la Feria de La Chinita en Maracaibo y viaja a España e Italia, donde es entrevistada en distintos programas de televisión. En Cannes, Francia fue invitada a los premios Five Star Diamond. Como vocera de la prevención del VIH/sida viajó a Nicaragua y El Salvador en medio de la campaña "Hombres de verdad" de la Organización Panamericana de Mercadeo Social (PASMO), en la cual se pretende involucrar activamente a los hombres centroamericanos en la lucha contra la enfermedad.

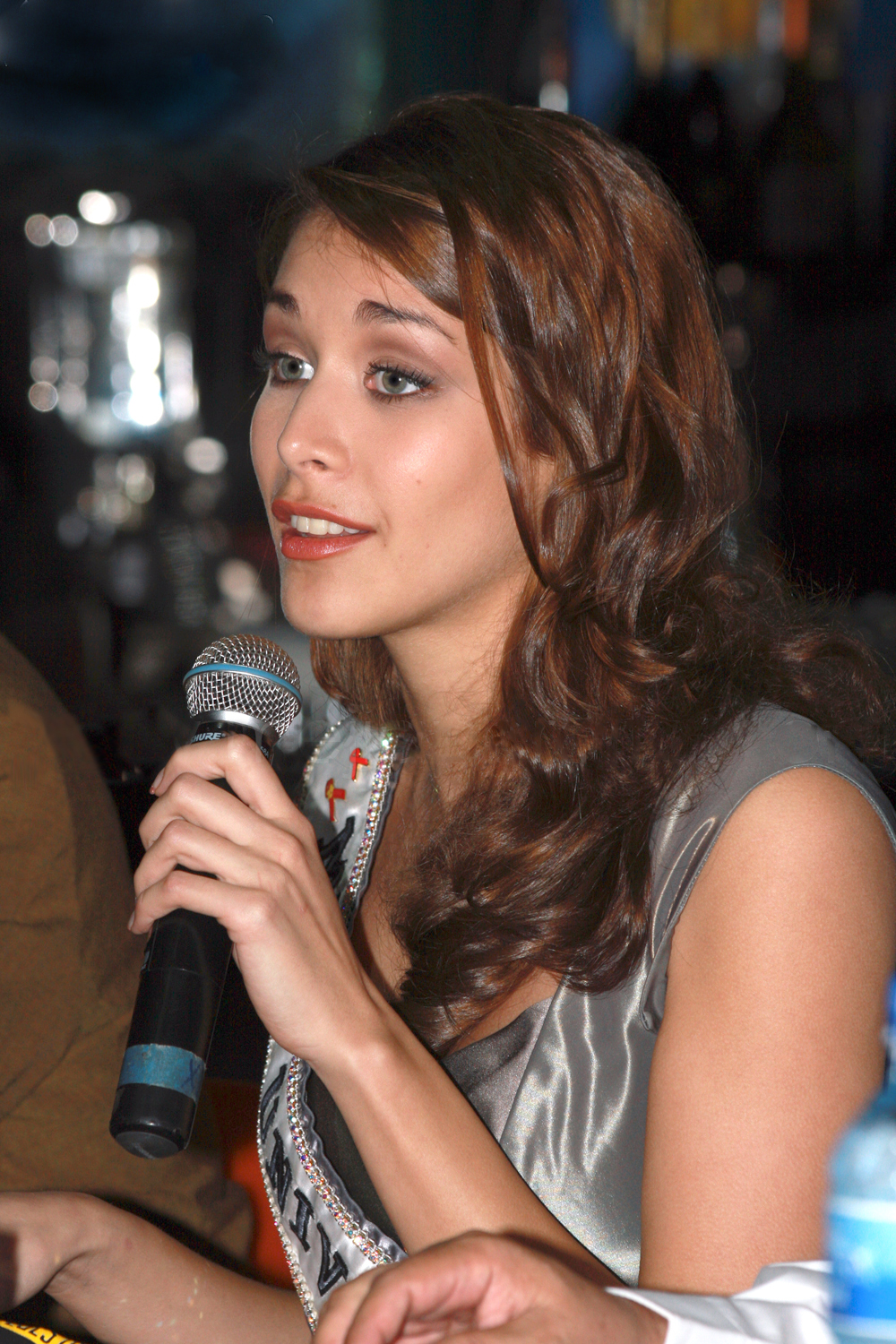
Dayana Mendoza en Nicaragua.

Entre febrero y marzo de 2009, Mendoza realiza una gira por países de Europa Oriental, entre los que se encuentran Ucrania, República Checa y Rusia donde sostuvo un encuentro con la Miss Mundo reinante, Ksenia Sukhinova para coronar a Miss Rusia en Moscú. En las Bahamas participó en la Conferencia de Prensa en la que el archipiélago fue anunciado como la sede oficial del certamen Miss Universo 2009. Posteriormente viajó —por segunda ocasión— a Puerto Rico, donde realizó una visita oficial al Gobernador de la isla, Luis Fortuño, en el Palacio de Santa Catalina, además del Hospital Auxilio Mutuo y el torneo de Golf Puerto Rico Open.
A comienzos de mayo de 2009 viaja a Dubái, en los Emiratos Árabes Unidos y a São Paulo, Brasil, a la coronación de Miss Brasil 2009, al igual que asiste a la República Dominicana, Bolivia y Argentina a los concursos donde fueron elegidas las representantes de esos países. En junio de 2009 viaja de vacaciones con su familia al sur de Francia, luego regresa a las Bahamas como parte de un viaje promocional del certamen Miss Universo 2009 y finaliza el mes en Rumanía, al este de Europa, donde además de realizar una Conferencia de Prensa con los medios rumanos, participa en un baile junto a un Ballet Folclórico en un programa de Televisión de ese país. También corona a Miss Rumanía en Bucarest.
Dayana ha realizado entrevistas para CNN en español, NBC, ABC, Telemundo, Univision, Venevisión entre otras grandes cadenas de TV a nivel mundial. En el año 2008 fue nombrada entre las 50 más bellas de la revista People.
El 23 de agosto de 2009, Al finalizar la velada de la 58.ª edición del Miss Universo realizado en Bahamas Dayana Mendoza, Miss Universo 2008 de Venezuela entregó la corona a Stefanía Fernández también de Venezuela. Es la primera ocasión, en 58 años de historia del concurso que la corona queda en manos del mismo país.
Durante su reinado, Dayana visitó países como Argentina, Bahamas, Bolivia, Brasil, Cuba,  El Salvador, Emiratos Árabes Unidos, España, Francia en dos ocasiones, Indonesia, Nicaragua, Puerto Rico en dos ocasiones, República Checa, República Dominicana, Rumanía, Rusia, Singapur, Ucrania, Vietnam, además de sus viajes oficiales a país natal Venezuela y varias ciudades de Estados Unidos.

#### Visita a la Bahía de Guantánamo
Entre el 20 y 25 de marzo de 2009 y acompañada de la Miss Estados Unidos, Crystle Stewart, visitó la Base Naval en la Bahía de Guantánamo, al sur de Cuba y a su regreso comentó lo siguiente:

"No quería irme, fue un lugar tan relajante, tan tranquilo y hermoso". "¡Fue muy divertido!". "Visitamos los campos de los detenidos y vimos las celdas, las duchas, cómo se entretienen con películas, clases de arte, libros. Fue todo muy interesante."

Esto trajo como consecuencia la condenación masiva a través de Internet, especialmente a través de blogs de opinión, que ridiculizaron tales comentarios. En su país de origen, Venezuela, el comentario también género bastante de que hablar, con el presidente Hugo Chávez a la cabeza, afirmando que podría reconsiderar los elogios que le había brindado previamente.
La Organización Miss Universo salió en defensa de sus declaraciones alegando que la visita de Mendoza y Stewart formó parte, "del programa de entretenimiento de la USO, lo que aumenta la moral de las tropas de los EE.UU... Dayana Mendoza hizo referencia en su blog a la hospitalidad que recibió por parte de los miembros militares de los EE.UU. y sus familias que se encuentran estacionados en Guantánamo". Poco después, los comentarios fueron retirados del blog.

## Polémica
La ex soberana de belleza se vio envuelta en un escándalo al posar desnuda, para una marca de joyería. Se corrió el rumor de que le quitarían el título de belleza, comentario que fue desmentido por la organización Miss Universo.
En junio de 2022, emitió a través de las redes sociales unos comentarios basados en sus religión donde escribió que no apoyaba la homosexualidad, y la Comunidad LGBT, entre los cuales eran: «La homosexualidad es una abominación». Los mismos tuvieron respuestas de rechazo contra Mendoza, entre celebridades y el público colectivo. Miss España 2018 
Ángela Ponce fue una de los quienes se opusieron a dicha opinión.

## Carrera Artística
Dayana Mendoza estudió actuación y cine en la New York Film Academy, uno de los institutos de cine más importantes de los Estados Unidos, gracias a una beca otorgada por la organización Miss Universo.
En el 2009, protagonizó su primer cortometraje titulado "Sweet Misery". Ese año formó parte del grupo de animadores del programa matutino de Venevision, Portadas.
En el 2010, fue presentadora, del show de entrevista "Relaxed" de E! Entertainment Television.Ese mismo año, apareció en el vídeo musical Bla Bla Bla, y acompañó a Donald Trump a la isla de Puerto Rico, donde grabó junto a él un programa de golf que tiene el multimillonario.
También en el 2010 Dayana, es parte del elenco de la comedia Lord of the Dreams (El señor de los sueños).
Dayana participó en el reconocido reality show "Celebrities Apprentice" del empresario Donald Trump donde interactuó con personalidades como Lisa Lampanelli, George Takei, Clay Aiken y Debbie Gibson. Su participación en ese programa, estuvo envuelta en controversia, luego de que la comediante Lisa Lampanelli, declarara comentarios en su contra.
En el 2013 interpretó a Jasmine en el cortometraje dramático, The Mermaid Complex (El complejo de sirenas).
En 2017, protagonizó  la película "Nothing's Fair in Love" (Nada es justo en el amor), en donde personifico a Jessica.
En el 2018, produce su primer filme titulado "Honey", por lo cual recibe buena críticas, siendo reconocida como película semifinalista, por el Hollywood International Moving Pictures Film Festival .
En el 2019, participó como presentadora del concurso de belleza, Queen Beauty Universe.

## Filmografía
| Año  | Programa                                | Rol/Personaje            |
| ---- | --------------------------------------- | ------------------------ |
| 2009 | Sweet Misery - (cortometraje)           | Protagonista             |
| 2010 | Lord of the Dreams - ( Cortometraje)    | Isabela                  |
| 2010 | Bla Bla Bla - (Vídeo Musical)           | Protagonista             |
| 2013 | The Mermaid Complex - (Cortometraje)    | Jasmine.                 |
| 2017 | Nothing's Fair in Love - (cortometraje) | Jessica.                 |
| 2018 | Honey - (Cortometraje)                  | Productora y directora.. |

### Shows y Programas de TV
| Año  | Programa                   | Rol          |
| ---- | -------------------------- | ------------ |
| 2019 | Queen Beauty Universe      | Presentadora |
| 2018 | Miss Ecuador 2018          | Jurado       |
| 2018 | Miss Universo Vietnam 2017 | Jurado       |
| 2012 | Miss USA 2012              | Jurado       |
| 2012 | El Aprendiz                | Participante |
| 2011 | Mía                        | Presentadora |
| 2010 | Relaxed                    | Presentadora |
| 2009 | Portada's                  | Presentadora |

## Títulos de belleza
| 2008 | Miss Universo 2008  |
| 2007 | Miss Venezuela 2007 |
| 2007 | Miss Amazonas 2007  |